# Driesnuit
Een driesnuit is in het maaswerk van bijvoorbeeld een venster de combinatie van drie visblazen in een cirkel. Deze visblazen lijken elkaar te achtervolgen in de cirkel waarin ze zitten. In dit gotische motief zitten in totaal zes toten. Het motief was vooral populair in de flamboyante gotiek.

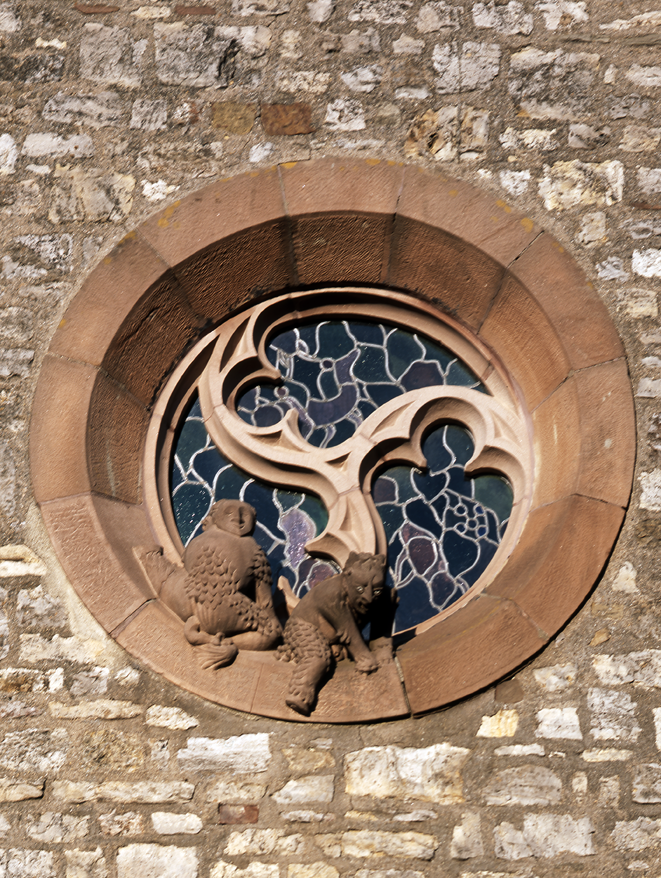
Een driesnuit
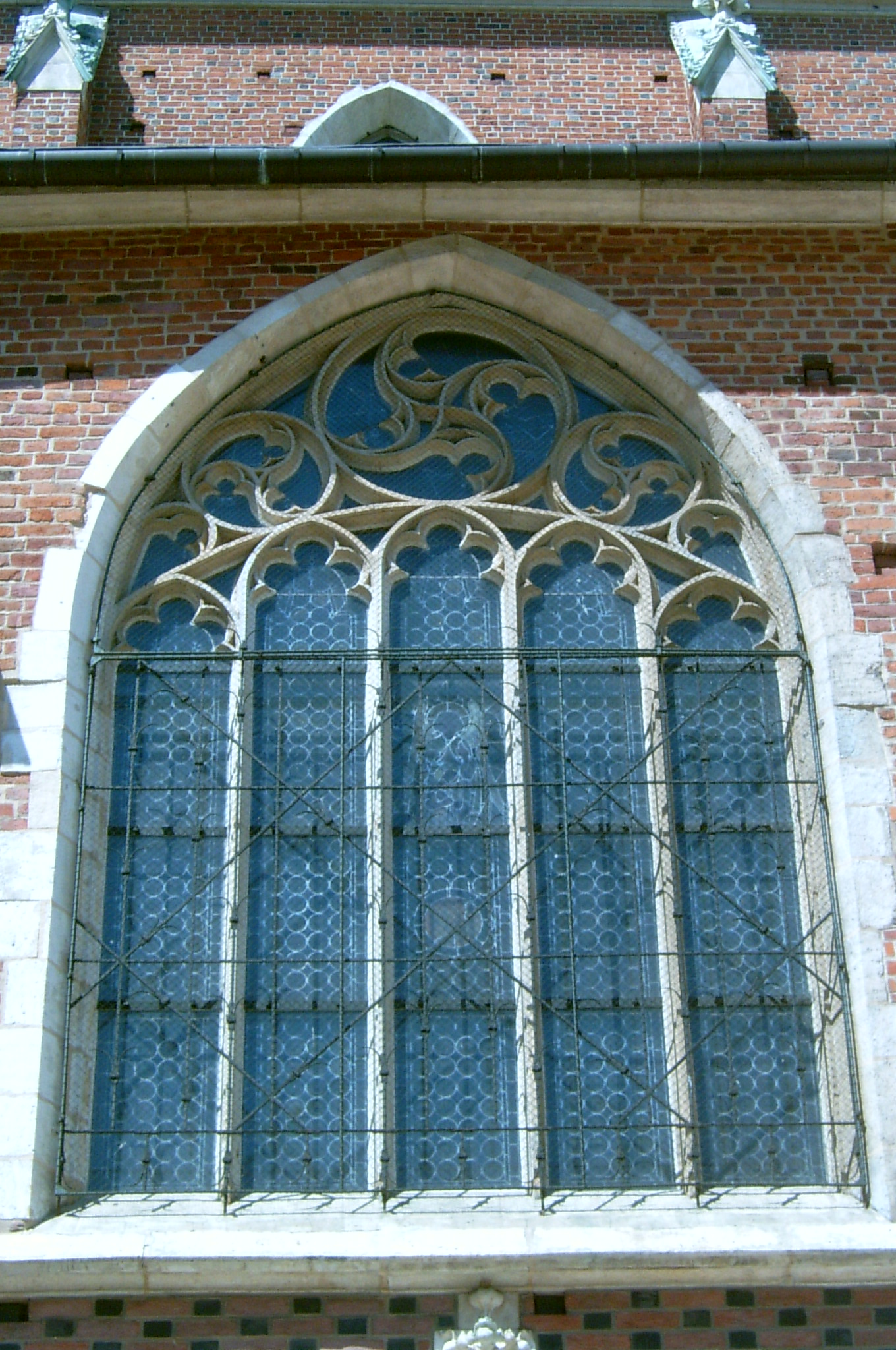
Rechtsboven en linksboven zitten er in dit venster een driesnuit
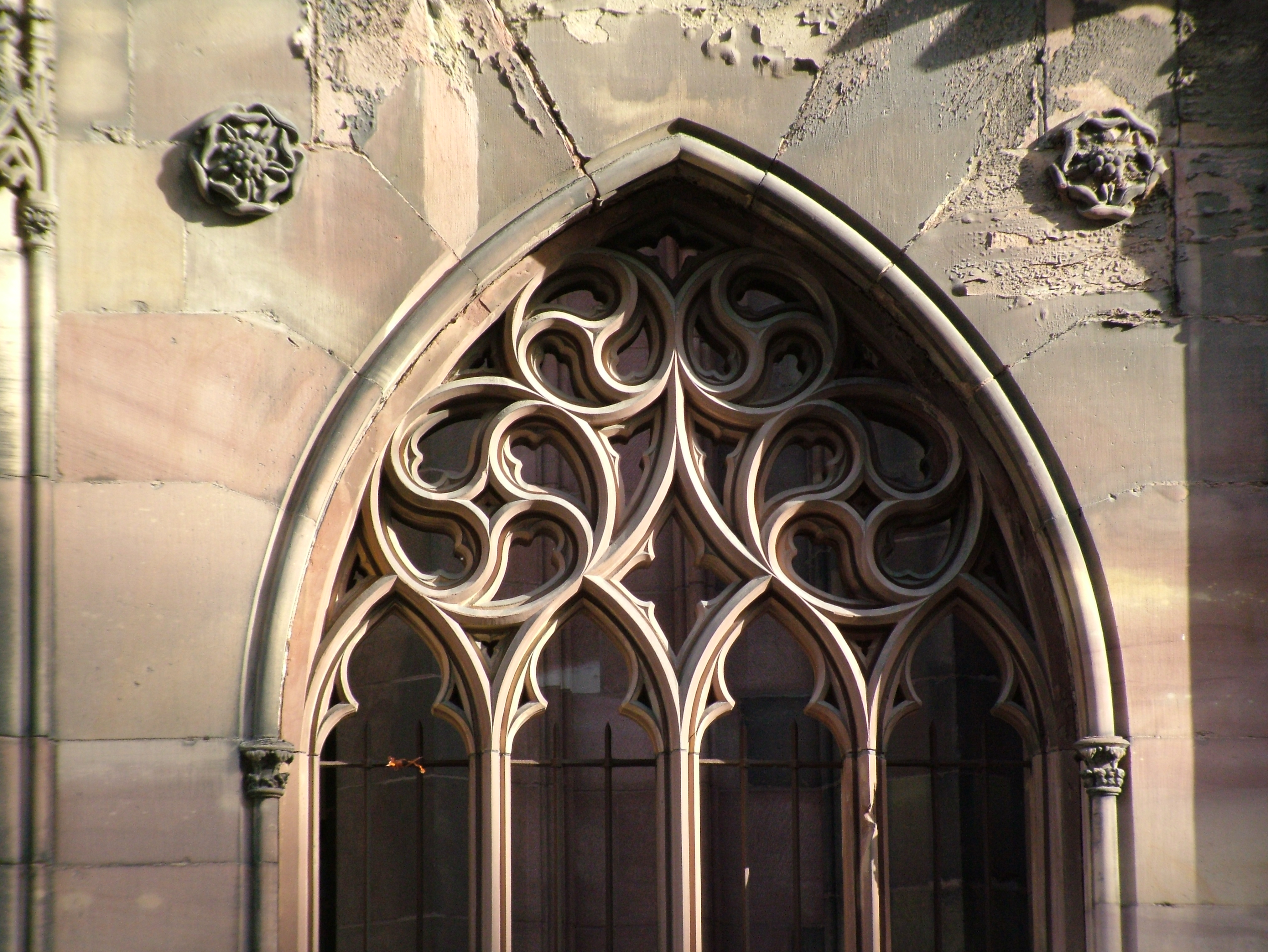
Bovenin twee driesnuiten